# Franz Krommer

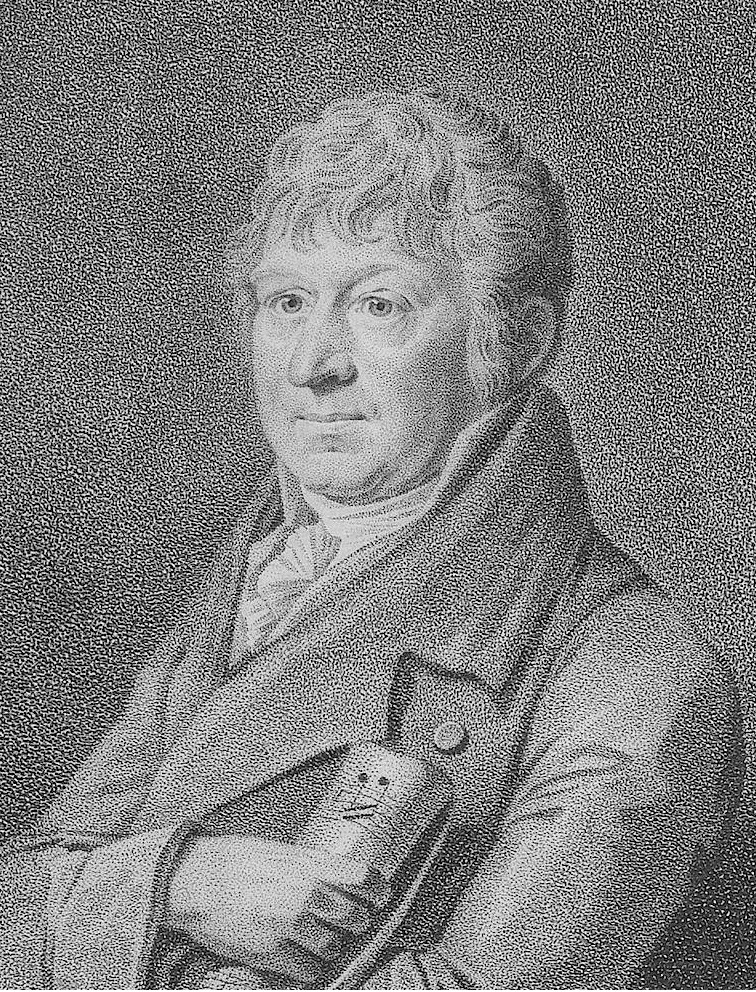
Franz Krommer.

Franz Vinzenz Krommer (ursprungligen František Vincenc Kramář) född 27 november 1759 i Kamnitz vid Iglau i Mähren, Kejsardömet Österrike, död 8 januari 1831 i Wien, var en tjeckisk violinist och kompositör.
Krommer studerade violin och orgel för sin farbror Antonín Mattias Kramár i Brno. Han tjänstgjorde som organist tillsammans med sin farbror innan han flyttade till Wien där han fick tjänst som violinist hos hertigen av Steiermark. Fem år senare utsågs Krommer till kapellmästare vid katedralen i Pécs. 1795 återvände han till Wien där han tre år senare fick kapellmästartjänsten hos hertigen Ignaz Fuchs. Från 1810 arbetade han som musiklärare samt som balettkapellmästare vid Wiener Hoftheater och 1813 efterträdde han Leopold Kozeluch som hovkompositör vid det kejserliga hovet, en tjänst han innehade till sin död. Han var även följeslagare till Frans I på dennes resor i Italien och Frankrike. Krommer erhöll ett flertal utmärkelser under sin livstid, han var bland annat hedersmedlem vid konservatorierna i Paris och Milano.

## Verk i urval
Se även Fullständig verkförteckning för Franz Krommer

### Orkesterverk
- 9 Symfonier
- 8 Violinkonserter
- 4 Flöjtkonserter
- 3 Klarinettkonserter
- 2 Oboekonserter
- 2 Konserter för 2 klarinetter
- 1 Klarinettconcertino i Ess-dur
- 3 Concertinos för flöjt, oboe och violin
- 2 Concertinos för flöjt, klarinett och violin
- 1 Concertino för flöjt och oboe i C-dur, Op.65

### Kammarmusik
- 76 Stråkkvartetter
- 35 Stråkkvintetter
- 1 Stråktrio i F-dur, Op.96
- 3 Pianotrios
- 34 Violinduos
- 18 Flöjtduos
- 12 Flöjtduettinos
- 13 Flöjtkvartetter
- 6 Klarinettkvartetter
- 2 Oboekvartetter
- 2 Fagottkvartetter, Op.46
- 1 Pianokvartett, Op.95
- 11 Flöjtkvintetter
- 1 Klarinettkvintett i Bess-dur
- 4 Oboekvintetter
- 3 Sonater för violin och viola
- 1 Violinsonat i C-dur, Op.15
- 18 Sonatiner för piano och violin

### Verk för blåsensemble
- 29 Partitor
- 11 Serenader
- 8 Parthias

### Kyrkliga verk
- 4 Mässor
- 3 Pange Linguas
- Offerimus tibi i D-dur